# Ranta, Mureș
Ranta este un sat în comuna Bogata din județul Mureș, Transilvania, România.

## Populație
Conform Recensământului din anul 2022 populația localității era de 314 locuitori în scădere față de cei 337 locuitori înregistrați la ultimul recensământ.